# Tõnissaare
Tõnissaare es una aldea del municipio de Viljandi, situado en el condado de Viljandi, Estonia. Según el censo de 2021, tiene una población de 20 habitantes.
Está ubicada en el centro-este del condado, cerca de la orilla occidental del lago Võrtsjärv.